# 염화 구리(II)
염화 구리(II)(Copper(II) chloride)는 화학식 CuCl2를 갖는 화합물이다. 이 무수물은 노란 갈색이지만 천천히 수분을 흡수시켜서 녹청색의 2수화물을 형성한다.
무수물과 이수화물 형태 모두 자연적으로 발생하며 이들은 각각 tolbachite, eriochalcite라는 극희귀 금속이다.

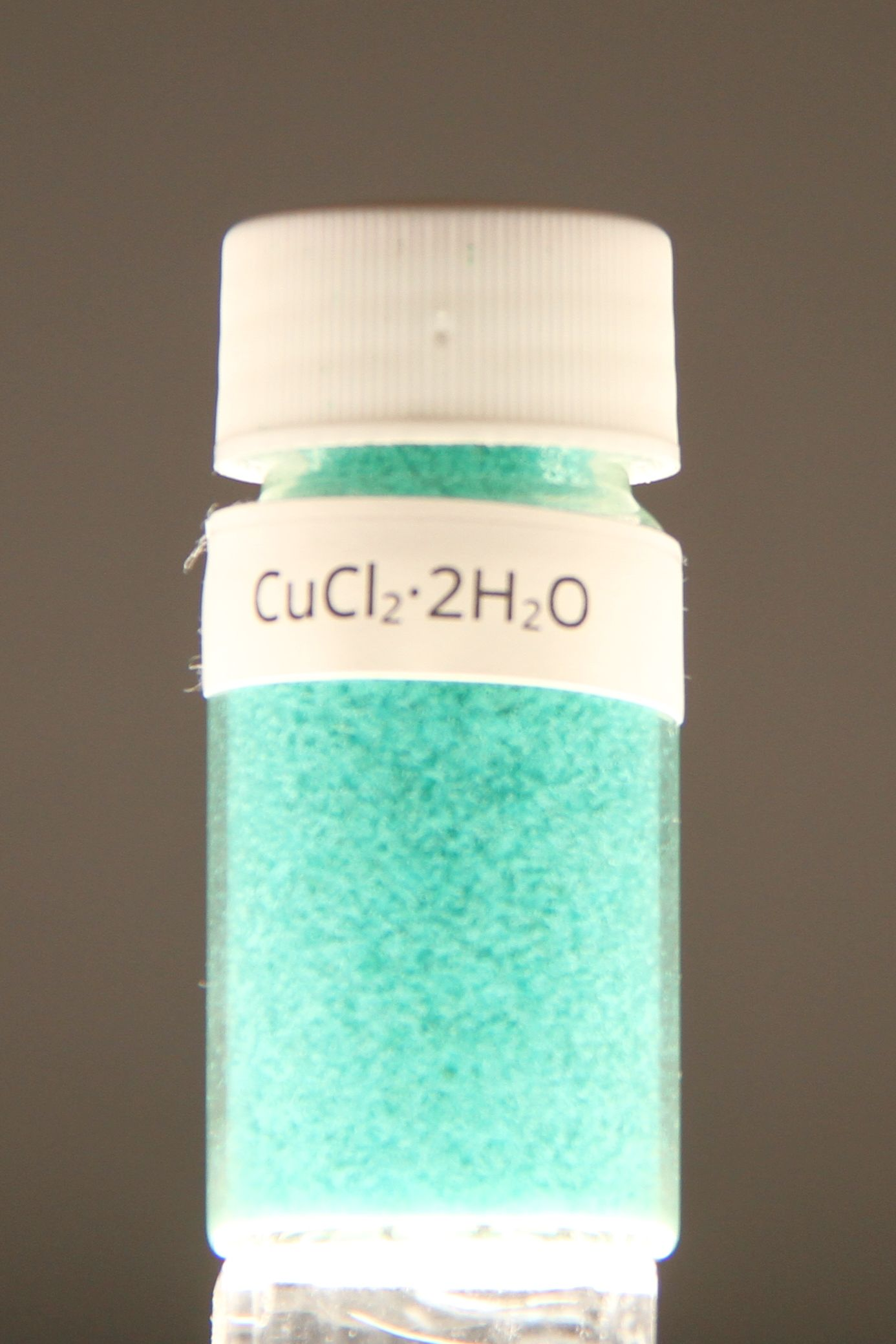
Copper(II) chloride dihydrate
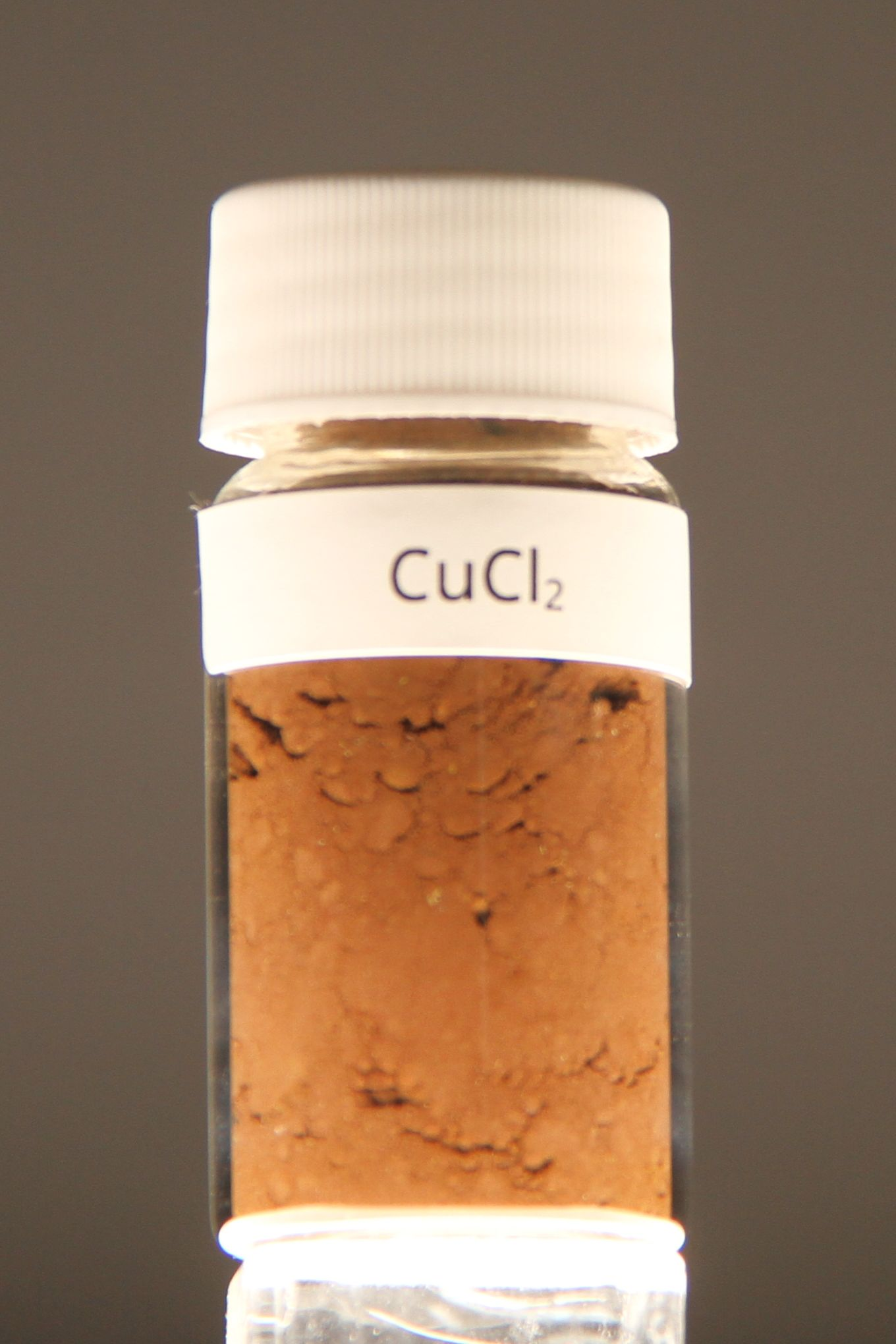
Copper(II) chloride anhydrous

## 같이 보기
- 염화 구리(I)